# Hinko Druzovič
Hinko Druzovič, slovenski glasbenik, zborovodja, skladatelj in glasbeni učitelj, * 10. julij 1873, Jurski Vrh, † 26. december 1959, Maribor.

## Življenje in delo
Po končanem učiteljišču v Mariboru (1902) je študij nadaljeval na  štajerskem glasbenem konservatoriju v Gradcu (glavni predmet orgle) ter napravil državni učni izpit za orgle, violino in klavir. Služboval je kot učitelj v Poljčanah (1892–1898), na Ptuju do 1904, in od 1904 dalje kot glasbeni učitelj na mariborski gimnaziji in  učiteljišču. Bil je tudi ravnatelj glasbene šole železničarskega društva Drava ter zborovodja. Vodil je pevska zbora Slovenske čitalnice (1909-1914) v Mariboru in na Ptuju ter prirejal šolske koncerte.
Posvečal se je glasbenometodičnim vprašanjem in vplival na dvig glasbene vzgoje na Slovenskem.
Objavil je: Posebno ukoslovje petja v ljudski šoli (Šolska matica, 1906); Methodik des Gesangsunterrichtes in der Volksschule (Mainz-Dunaj, 1908); Pesmarica I—III (za ljudsko šolo, 1923-1925); Lira I—II (srednješolska pesmarica, Ljubljana, 1911–1912); Črtice h glasbeni zgodovini (Šolska matica, 1921); Zgodovina slovenskega petja v Mariboru (1924) in številne, zlasti muzikalno-pedagoške članke v domačih in tujih listih.
Uveljavil se je tudi kot skladatelj. Zložil je: Fuga za orgle (1902), Dve narodni (1903, 1904) in Violinterzette ter prirejal ljudske pesmi. 